# Janie (Vorname)
Janie ist ein weiblicher Vorname.

## Herkunft und Bedeutung
Janie ist das Diminutiv von  Jane, einer englischen Kurzform von  Johanna, der weiblichen Form von Johannes.

## Namensträgerinnen
- Janie Eickhoff (* 1970), US-amerikanische Bahnradsportlerin
- Janie Fricke (* 1947), US-amerikanische Country-Sängerin
- Janie Guimond (* 1984), kanadische Volleyballspielerin
- Janie Haddad Tompkins (* 1972), US-amerikanische Schauspielerin
- Janie Thacker (* 1977), englische Squashspielerin